# Tramvaiul din Sofia
Tramvaiul din Sofia este o rețea principală de transport public din Sofia, capitala Bulgariei. Ea a început să funcționeze la 1 ianuarie 1901. În 2006 rețeaua de transport avea o lungime de aproximativ 308 kilometri, având linii cu ecartament îngust și standard într-un singur sens. Majoritatea traseului este format din linii cu ecartament îngust (1009 mm), în timp ce liniile cu ecartament standard (1435 mm) sunt utilizate de tramvaiele care circulă pe traseele 20, 22 și 23 și au o lungime de aproximativ 40 de kilometri.

## Istoric
Pe 1 decembrie 1898 primăria capitalei bulgare a concesionat construirea de linii de tramvai unor companii franceze și belgiene. Construcția a durat puțin mai mult de un an și prima linie de tramvai a fost inaugurată pe 1 ianuarie 1901. Inițial, populația era deservită de 25 de tramvaie cu motor și 10 remorci care circulau pe șase linii cu o lungime totală de 23 de kilometri și cu un ecartament de 1000 mm.

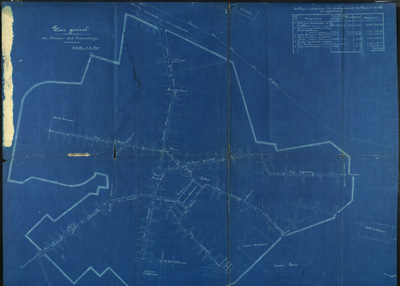
Rețeaua în 1909

În perioada cuprinsă între 1901 și 1931 au fost achiziționate un număr mare de tramvaie și remorci de la diferiți producători europeni. În 1931 Bulgaria a început să construiască vagoane de tramvai, sub supravegherea inginerului Teodosii Kardalev. Acestea au fost cunoscute ca vagoanele Kardalev. Începând din 1936 tramvaiele bulgărești au fost produse sub marca DTO (Дирекция на трамваите и осветлението - Direkția na tramvaite i osvetlenieto: Departamentul pentru tramvaie și electricitate, companie deținută de primărie). Inițial au fost folosite în producție vechile caroserii metalice.
În 1934 a fost construit primul mare depozit de tramvaie în cartierul Krasno selo. În 1951 acolo a fost construită o fabrică pentru producerea de noi modele de vagoane. Compania producătoare (cunoscută sub numele Трамваен завод - Tramvaen zavod: Fabrica de tramvaie) a fost redenumită „Трамкар” (Tramkar: Tramvai) în 1990 și a fost o companie înregistrată Tramkar până în 2008. Prin 1959 ea a produs 155 DTO și Republika, care au fost primele tramvaie construite în întregime în Bulgaria. Ultimul tramvai, T8M-900 a fost livrat în 1991 și este încă în uz. Începând de atunci, fabrica a fost folosită pentru repararea și renovarea vechilor tramvaie.
În 2017 rețeaua a fost completată cu 28 de tramvaie second-hand Fi 4/6 S „gherkin” donate parțial de compania BVB care operează rețeaua de tramvaie din Basel. Tramvaiele au fost construite în 1990-1991 și au podea joasă inserată în 1997-1999. Ele au înlocuit vehiculele mai vechi de pe liniile 6, 8 și 12.
Prima linie de tramvai cu ecartament standard din Sofia a fost construită în 1987. Până la acel moment toate liniile de tramvai aveau ecartament metric, dar, de fapt, erau construite cu o lățime de 1.009 mm. Opt ani mai târziu, în 1995, a fost construită cea de-a doua linie cu ecartament standard. Nici o altă linie de tramvai nu a mai fost construită de atunci, deoarece primăria orașului Sofia și-a concentrat eforturile pe construirea rețelei de metrou.

## Trasee

Rețeaua din tramvai din Sofia

| 1               | Ivan Vazov - NDK - Macedonia sq. - Central station - Kn. M. Luiza Metro Station             |
| 3               | Zaharna Fabrika - Konstantin Velichkov Metro Station - Central station - Orlandovtsi        |
| 4               | Nikola Petkov - Macedonia sq. - Central station - Orlandovtsi                               |
| 5               | Knyazhevo - Krasno selo - Macedonia sq. - Sadebna palata                                    |
| 6               | Ivan Vazov - NDK - Macedonia sq. - Central station - Beli Dunav Metro Station - Obelya      |
| 7               | Borovo - NDK - Macedonia sq. - Central station - Han Kubrat Metro Station                   |
| 8               | Lyulin-5 - Vardar Metro Station - Macedonia sq. - Sadebna palata                            |
| 10              | Zapaden Park - Macedonia sq. - Srebarna str. - Vitosha Metro Station                        |
| 11              | Knyazhevo - Konstantin Velichkov Metro Station - Iliyantsi                                  |
| 12              | Iliyantsi - Central station - St. Nedelya sq. - Journalist sq.                              |
| 18              | Orlandovtsi - St. Nedelya sq. - Journalist sq.                                              |
| 20              | Iskar Depot - Poduyane station - Central Sofia Market Hall - Opalchenska Metro Station      |
| 22              | East station - Poduyane station - Konstantin Velichkov Metro Station - Krasna polyana Depot |
| 23              | Mladezhki theater - Poduyane station - Iskarsko Shose - Obikolna Street                     |
| 1009 mm 1435 mm |                                                                                             |